# Maria Rita Barbera
Maria Rita Barbera (Messina, ...) è una costumista italiana.

## Biografia
Originaria di Messina, dopo aver frequentato l'Istituto d'arte della sua città, Maria Rita Barbera studiò presso l'Accademia di belle arti di Roma diretta da Toti Scialoja. Iniziò a lavorare come assistente costumista nei primi anni ottanta, affiancando colleghe esperte quali Lina Nerli Taviani e Nicoletta Ercole.
Il primo film in cui venne accreditata come costumista e non come assistente fu Notte italiana di Carlo Mazzacurati. Da allora curò i costumi di oltre quaranta produzioni, collaborando con registi quali Nanni Moretti, Daniele Luchetti e Marco Tullio Giordana.
Per il suo lavoro, Maria Rita Barbera vinse diversi premi: due Ciak d'oro (nel 2007 per Mio fratello è figlio unico e nel 2009 per Sanguepazzo), un Nastro d'argento (nel 2009 per Sanguepazzo) ed un David di Donatello (nel 2023 per La stranezza).
Moglie del produttore Angelo Barbagallo, è madre del regista Filippo Barbagallo.

## Filmografia

### Cinema
- Gli occhi, la bocca, regia di Marco Bellocchio (1982) - assistente costumista
- Storia di Piera, regia di Marco Ferreri (1983) - assistente costumista
- Enrico IV, regia di Marco Bellocchio (1984) - assistente costumista
- Il futuro è donna, regia di Marco Ferreri (1984) - assistente costumista
- La messa è finita, regia di Nanni Moretti (1985) - assistente costumista
- Diavolo in corpo, regia di Marco Bellocchio (1986) - assistente costumista
- Notte italiana, regia di Carlo Mazzacurati (1987)
- Disamistade, regia di Gianfranco Cabiddu (1988)
- Palombella rossa, regia di Nanni Moretti (1989)
- Il prete bello, regia di Carlo Mazzacurati (1989)
- La cosa, regia di Nanni Moretti (1990)
- Il portaborse, regia di Daniele Luchetti (1991)
- Un'altra vita, regia di Carlo Mazzacurati (1992)
- Arriva la bufera, regia di Daniele Luchetti (1992)
- Caro diario, regia di Nanni Moretti (1993)
- La scuola, regia di Daniele Luchetti (1995)
- I piccoli maestri, regia di Daniele Luchetti (1998)
- La stanza del figlio, regia di Nanni Moretti (2001)
- Luce dei miei occhi, regia di Giuseppe Piccioni (2001)
- Il buma, regia di Giovanni Massa (2002)
- Dillo con parole mie, regia di Daniele Luchetti (2003)
- Te lo leggo negli occhi, regia di Valia Santella (2004)
- La vita che vorrei, regia di Giuseppe Piccioni (2004)
- Quando sei nato non puoi più nasconderti, regia di Marco Tullio Giordana (2005)
- Mio fratello è figlio unico, regia di Daniele Luchetti (2007)
- Sanguepazzo, regia di Marco Tullio Giordana (2008)
- Giulia non esce la sera, regia di Giuseppe Piccioni (2009)
- L'amore e basta, regia di Stefano Consiglio (2009)
- La nostra vita, regia di Daniele Luchetti (2010)
- Io sono Li, regia di Andrea Segre (2011)
- La città ideale, regia di Luigi Lo Cascio (2012)
- Miele, regia di Valeria Golino (2013)
- Anni felici, regia di Daniele Luchetti (2013)
- La sedia della felicità, regia di Carlo Mazzacurati (2013)
- L'amore non perdona, regia di Stefano Consiglio (2015)
- Ho ucciso Napoleone, regia di Giorgia Farina (2015)
- Le confessioni, regia di Roberto Andò (2016)
- Metti una notte, regia di Cosimo Messeri (2017)
- Tito e gli alieni, regia di Paola Randi (2017)
- Fabrizio De André - Principe libero, regia di Luca Facchini (2018)
- Io sono Tempesta, regia di Daniele Luchetti (2018)
- Euforia, regia di Valeria Golino (2018)
- Mamma + mamma, regia di Karole Di Tommaso (2018)
- Lo spietato, regia di Renato De Maria (2019)
- Mi chiamo Altan e faccio vignette, regia di Stefano Consiglio (2019)
- La stranezza, regia di Roberto Andò (2022)
- L'abbaglio, regia di Roberto Andò (2025)

### Televisione
- La vita che verrà – miniserie TV (1999)
- I diari della Sacher – serie TV (2001)
- Non è mai troppo tardi – miniserie TV (2014)
- Solo per passione - Letizia Battaglia fotografa – miniserie TV (2022)
- L'arte della gioia, regia di Valeria Golino – miniserie TV (2024)

## Riconoscimenti
- David di Donatello
  - 2002 – Candidatura ai migliori costumi per Luce dei miei occhi
  - 2005 – Candidatura ai migliori costumi per La vita che vorrei
  - 2007 – Candidatura ai migliori costumi per Mio fratello è figlio unico
  - 2014 – Candidatura ai migliori costumi per Anni felici
  - 2023 – Migliori costumi per La stranezza
  - 2025 – Candidatura ai migliori costumi per L'arte della gioia

- Nastro d'argento
  - 2005 – Candidatura ai migliori costumi per La vita che vorrei
  - 2009 – Migliori costumi per Sanguepazzo
  - 2014 – Candidatura ai migliori costumi per Anni felici

- Ciak d'oro
  - 1999 – Candidatura ai migliori costumi per I piccoli maestri
  - 2005 – Candidatura ai migliori costumi per La vita che vorrei
  - 2007 – Migliori costumi per Mio fratello è figlio unico
  - 2009 – Migliori costumi per Sanguepazzo
  - 2014 – Candidatura ai migliori costumi per Anni felici
  - 2015 – Candidatura ai migliori costumi per Ho ucciso Napoleone